# سروژ گراجیان
سروژ گراجیان (ارمنی: Սերուժ Գրաճյան؛ انگلیسی: Serouj Kradjian; ۱۹۷۳) نوازنده پیانو، آهنگساز، تنظیم ارمنی‌تبار اهل کانادا بود. وی از سال ۱۹۹۵ میلادی تاکنون مشغول فعالیت بوده‌است. وی نامزد جایزه گرمی و برنده جایزه جونو شده است.

## زندگی‌نامه
وی در ۱۹۷۳ در بیروت به دنیا آمد و از دانشگاه تورنتو فارغ‌التحصیل گشت. 